# Grecka Prawosławna Archidiecezja Ameryki
Grecka Prawosławna Archidiecezja Ameryki – struktura kościelna Patriarchatu Konstantynopolitańskiego z siedzibą w Nowym Jorku. Jest to administratura etnicznie grecka, licząca według danych własnych półtora miliona wiernych zrzeszonych w 540 parafiach. Jej zwierzchnikiem (od 2019 r.) jest arcybiskup Ameryki Elpidifor (Lambriniadis).

## Historia

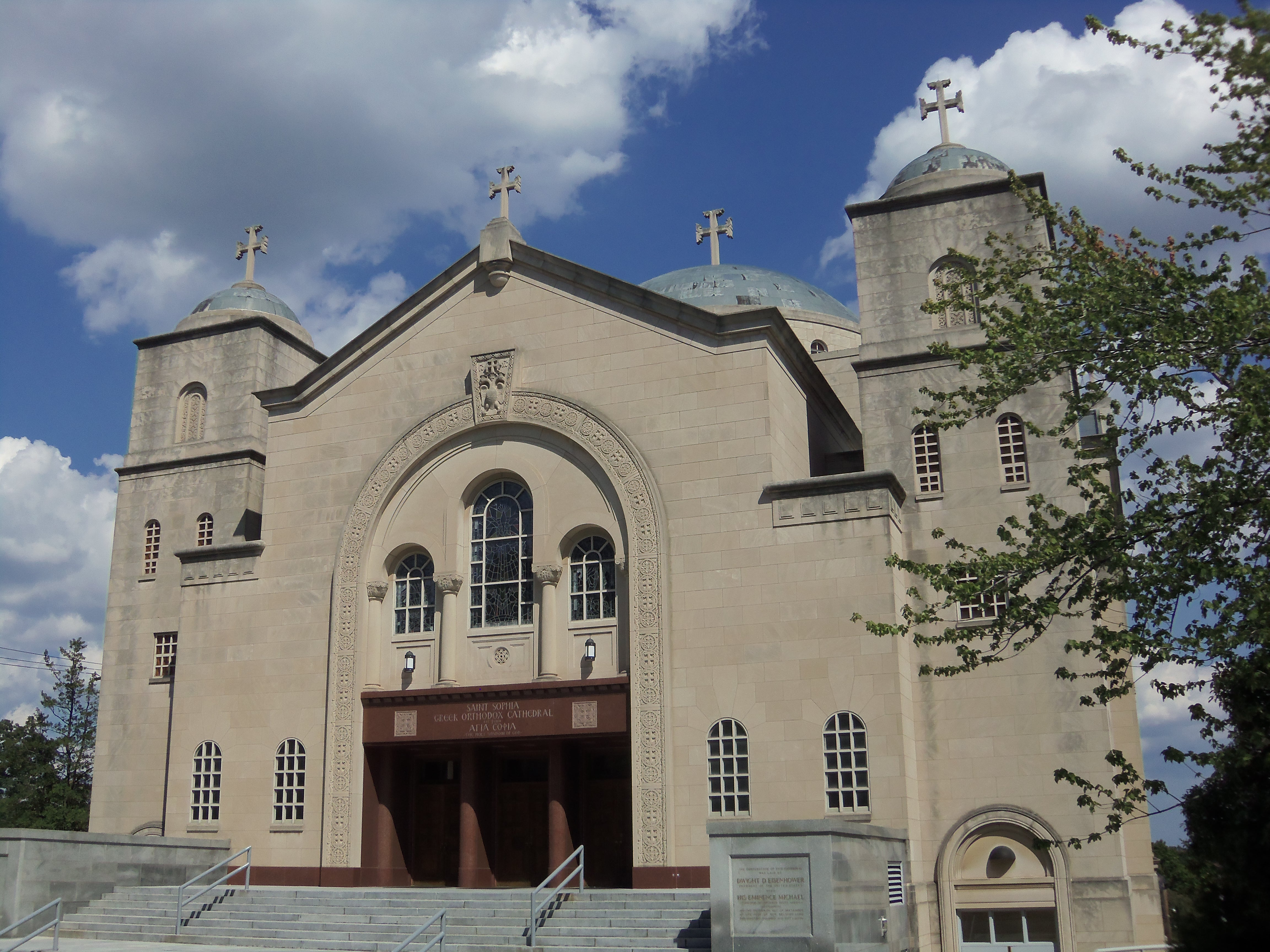
Katedra arcybiskupia św. Mądrości Bożej w Waszyngtonie

Za rok powstania archidiecezji w jej obecnym kształcie przyjmuje się datę 1921, gdy została powołana do życia Grecka Prawosławna Archidiecezja Ameryki Północnej i Południowej. Wiadomo jednak, iż prawosławne społeczności złożone z Greków istniały w Stanach Zjednoczonych znacznie wcześniej. Od 1892 działała parafia Trójcy Świętej w Nowym Jorku, przy obecnej katedrze archidiecezji.

## Liczba wiernych
Według danych własnych z 2010, archidiecezja liczyła półtora miliona wiernych zrzeszonych w 540 parafiach. Dane te potwierdza spis 2006 Yearbook of American & Canadian Churches, w którym Grecka Prawosławna Archidiecezja Ameryki, licząca 1,5 mln wiernych, jest siedemnastym co do liczebności związkiem wyznaniowym Stanów Zjednoczonych i zarazem największą taką strukturą prawosławną.

## Podział administracyjny
Archidiecezja dzieli się na osiem metropolii:
- New Jersey, zwierzchnik: metropolita Ewangelos (Kurunis),
- Chicago, zwierzchnik: metropolita Nataniel (Symeonides),
- Atlanty, zwierzchnik: metropolita Aleksy (Panajotopulos),
- Detroit, zwierzchnik: metropolita Mikołaj (Pissaris),
- San Francisco, zwierzchnik: metropolita Gerazym (Michaleas),
- Pittsburgha, zwierzchnik: metropolita Sawa (Zembillas),
- Bostonu, zwierzchnik: metropolita Metody (Tournas),
- Denver, zwierzchnik: metropolita Izajasz (Chronopulos).

Odrębną jednostką jest Dystrykt Archidiecezjalny, obejmujący stan Nowy Jork.
Organem zarządzającym archidiecezją jest Synod Biskupów, złożony z metropolitów i kierowany przez arcybiskupa Ameryki.

## Monastery
Archidiecezja prowadzi na terenie Stanów Zjednoczonych następujące klasztory:
- Monaster św. Antoniego w Florence, męski
- Monaster Matki Bożej w Dunlap, żeński
- Monaster Narodzenia św. Jana Chrziciela w Denver
- Monaster Zwiastowania w Reddicki, żeński
- Monaster Blacherneńskiej Ikony Matki Bożej w Williston, męski
- Monaster Przemienienia Pańskiego w Harvardzie, męski
- Monaster Trójcy Świętej w Smith Creek, męski
- Monaster św. Nektariusza w Nowym Jorku, męski
- Monaster Wszystkich Świętych w Calverton
- Monaster św. Marii Egipcjanki w Ohio, żeński
- Monaster św. Grzegorza Palamasa w Perrysville, męski
- Monaster Narodzenia Matki Bożej w Saxonburgu, żeński
- Monaster Opieki Matki Bożej w White Haven, żeński
- Monaster Ducha Świętego w Abbeville, żeński
- Monaster Świętych Archaniołów w Kendalia, żeński
- Monaster św. Paraskiewy w Waszyngtonie, żeński
- Monaster św. Jana Chrzciciela w Goldendale, żeński
- Monaster św. Jana Chryzostoma w Pleasant Prairie, żeński
- Monaster Ikony Matki Bożej „Pammakaristou” w Lawsonville, męski
- Monaster Ikony Matki Bożej „Prousiotissa” w Troy, żeński